# Arzon
Arzon (bretonisch Arzhon-Rewiz) ist eine französische Gemeinde mit 2.272 Einwohnern (Stand 1. Januar 2022) im Département Morbihan in der Region Bretagne. Sie gehört zum Arrondissement Vannes und zum Kanton Séné. Die Bewohner nennen sich Arzonais und Arzonaises.

## Geographie
Die Ortschaft liegt auf der Rhuys-Halbinsel und wird im Norden vom Golf von Morbihan sowie im Süden von der Bucht von Quiberon begrenzt. Östlich befindet sich die Gemeinde Saint-Gildas-de-Rhuys. Das Gemeindegebiet umfasst 9,39 km² und gehört zum Regionalen Naturpark Golfe du Morbihan.

## Geschichte
Bereits im Jahr 836 gab es in Arzon eine Pfarrei, die zur Abtei von Redon gehörte. Straßen aus der Römerzeit zeugen jedoch schon von einer früheren Besiedlung.

### Bevölkerungsentwicklung
| Jahr                       | 1962 | 1968 | 1975 | 1982 | 1990 | 1999 | 2010 | 2019 |
| Einwohner                  | 1387 | 1308 | 1326 | 1476 | 1768 | 2097 | 2112 | 2198 |
| Quellen: Cassini und INSEE |      |      |      |      |      |      |      |      |

## Wirtschaft und Infrastruktur
Erreichbar ist der Ort über die Departementsstraße D780, die als Boulevard de la Résistance und Rue du General de Gaulle bis zum Schiffsliegeplatz von Port Navalo führt. Ein wichtiger Wirtschaftszweig ist der Fremdenverkehr; so gibt es z. B. zwei Campingplätze (Tindo in  Kerners und Port Sable in der Nähe vom Port Navalo) und zusätzlich zu den Liegeplätzen noch den großen Jachthafen Port du Crouesty.
Port Navalo war bis 1947 Endpunkt einer Strecke der Chemins de fer du Morbihan.

## Sehenswürdigkeiten
- Zu den Sehenswürdigkeiten von Arzon gehören unter anderem die Reste einer mittelalterlichen Befestigungsanlage (Fort) und der Leuchtturm am Ende der Halbinsel. An kirchlichen Gebäuden ist insbesondere die Kapelle St. Nicolas im Ortsteil Kerners (östlich vom Ortszentrum) zu erwähnen.
- Die als Monument historique Allée couverte Grah-Niol liegt nahe der Imp du Graniol (Straße) nördlich von Arzon.
- Der Dolmen von Bilgroix, Le Petit Mont und der Tumulus von Tumiac sind ebenfalls Monuments historiques, im Ort.

- Lech de la chapelle Notre-Dame du Crouesty.

## Gemeindepartnerschaft
- Lahinch, Irland[1]